# Arenovirgulina
Bicazammina es un género de foraminífero bentónico considerado un sinónimo posterior de Plectinella de la familia Textulariopsidae, de la superfamilia Spiroplectamminoidea, del suborden Spiroplectamminina y del orden Lituolida. Su especie tipo era Arenovirgulina aegyptiaca. Su rango cronoestratigráfico abarcaba el Jurásico.

## Discusión
Clasificaciones previas incluían Bicazammina en el suborden Textulariina del orden Textulariida, o en el orden Lituolida sin diferenciar el suborden Spiroplectamminina.

## Clasificación
Bicazammina incluye a la siguiente especie:
- Arenovirgulina aegyptiaca †